# (13479) Вет
(13479) Вет (лат. Vet) — типичный астероид главного пояса, открыт 8 октября 1977 года советским астрономом Людмилой Черных в Крымской астрофизической обсерватории и 1 июня 2007 года назван в честь математика Владимира Третьякова.

## Обнаружение и именование
(13479) Вет
Открыт 8 октября 1977 года в Крымской астрофизической обсерватории Л. И. Черных.
Математик Владимир Евгеньевич Третьяков («ВЕТ», р. 1936) является соавтором метода Репина-Третьякова для стабилизации динамических систем. Как ректор он оказывает постоянную поддержку развитию астрономии в Уральском университете и ежегодной студенческой зимней астрономической школе.
Оригинальный текст (англ.)13479 Vet
Discovered 1977 Oct. 8 by L. I. Chernykh at the Crimean Astrophysical Observatory.
The mathematician Vladimir Evgenʹevich Tretyakov («VET», b. 1936) is a co-author of the Repin-Tretyakov method for the stabilization of dynamical systems. As rector he provides unceasing support for the development of astronomy at the Ural University and for the annual Student Winter Astronomical School.
Источники: 20070601/MPCPages.arc; M.P.C. 59921.

## Орбита

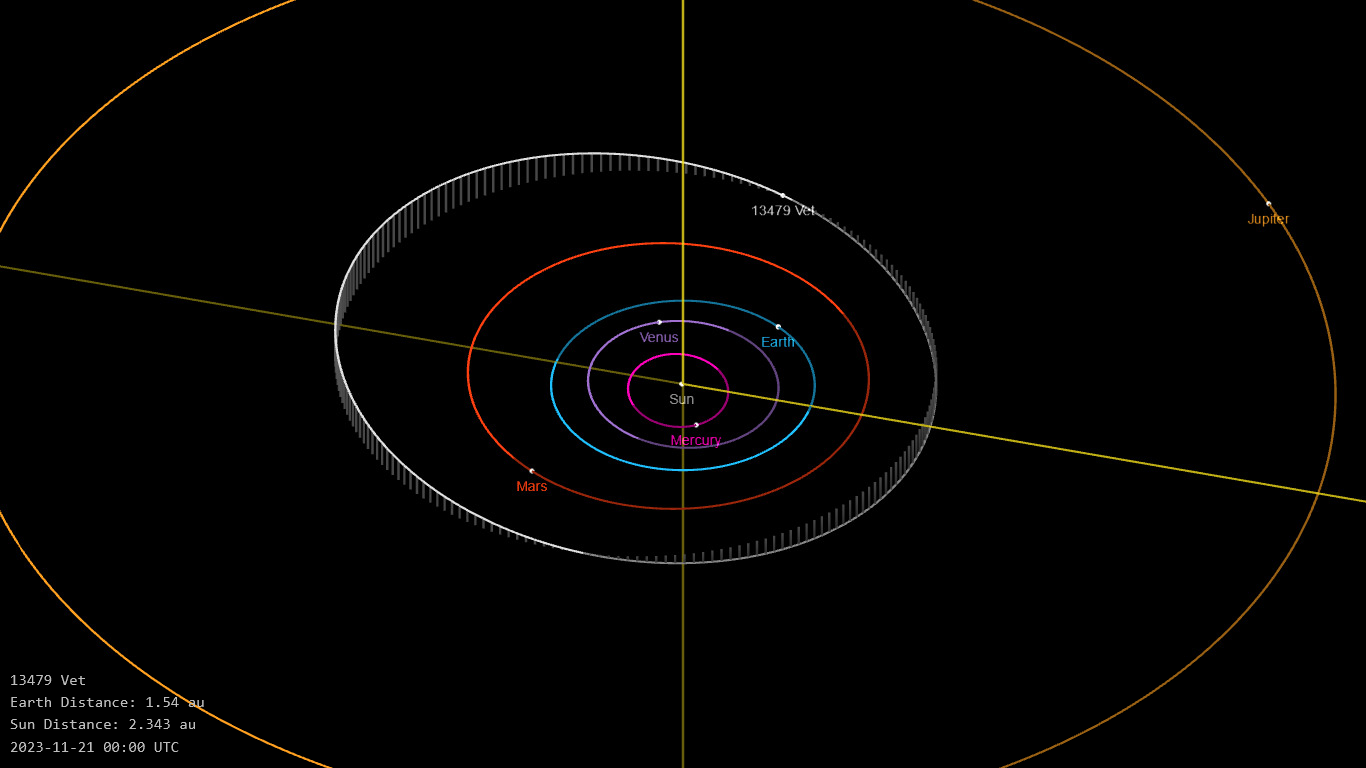
Орбита астероида Вет и его положение в Солнечной системе

## Физические характеристики
Астероид относится к таксономическому классу S.
По результатам наблюдений в видимом и ближнем инфракрасном диапазоне космического телескопа NEOWISE диаметр астероида оценивался равным 2,962±0,920 км. Согласно тем же источникам альбедо оценивается как 0,4207±0,2330 и 0,421±0,233.